# Польский парламент (выражение)
«Польский парламент» (англ. Polish parliament; швед. и норв. Polsk riksdag; дат. Polsk rigsdag; нем. Polnischer Reichstag; нидерл. Poolse landdag; пол. Polski parlament; фин. Puolalainen parlamentti) — фразеологический оборот, означающий полный беспорядок, хаос, а по отношению к органам управления — невозможность принять реальное решение.

## Происхождение
Каждый член польского парламента в XVII и XVIII веках имел абсолютное право вето (лат. liberum veto). В результате решение могло быть принято только единогласно. Первоначально процедура использовалась для технических вопросов, таких как вопросы порядка, но, поскольку в случае расхождения интересов предложения оппонентов могли быть блокированы всего одним голосом, этот процесс стал предметом злоупотреблений. Сегодня это выражение в основном используется для описания собраний, работу которого слишком легко заблокировать силами меньшинств или отдельных лиц и/или в котором слишком много сторон, партий и фракций для проведения содержательных и упорядоченных дебатов и принятия решений.
Выражение зафиксировано в нескольких европейских языках, включая все скандинавские языки.